# Södermanlands runinskrifter 44
Södermanlands runinskrifter 44 är en försvunnen vikingatida runsten som funnits vid Bergshammars kyrka, Bergshammars socken och Nyköpings kommun. Runstenen var enligt äldre besiktning belägen vid kyrkporten. Ristningens första namn, Stenborg, är ett kvinnonamn.

## Inskriften
Translitterering av runraden:
[stinburk : kiar... ... ... : at : uibiurn sun sin]
Normalisering till runsvenska:
Stæinborg giær[ði] ... ... at Vibiorn, sun sinn.
Översättning till nusvenska:
Stenborg gjorde ... efter Vibjörn, sin son.